# 钝吻拟平鳅
钝吻拟平鳅（学名：Liniparhomaloptera obtusirostris）为平鳍鳅科拟平鳅属的鱼类，是中国的特有物种。分布于西江水系的北流江上游山溪中等。该物种的模式产地在广东信宜。
其种加词“obtusirostris”意为“钝吻的”。